# Medusas flotte
Medusas flotte (franska: Le Radeau de La Méduse) är en målning av den franske konstnären Théodore Géricault. Målningen skildrar de överlevande från vraket av en fransk kronofregatt, La Méduse, i Atlanten utanför Senegals kust 1816.
Skeppsbrottet, som orsakade 140 människors död, blev senare omtalat över hela Europa genom de överlevandes vittnesmål. Den inkompetens som fartygets kapten uppvisade tillsammans med de halvhjärtade räddningsförsöken orsakade en skandal i Frankrike. Tragedin har avbildats av flera konstnärer, varav Géricaults framställning är den mest kända. Hans målning hänger idag i konstmuseet Louvren i Paris.

## Historia
1816 skickade regeringen Bourbon en liten flotta inför Storbritanniens officiella överlämnande av hamnstaden Saint-Louis i Senegal till Frankrike. Flottan bestod av fyra skepp: krigsfartyget Loire, briggen Argus, korvetten Écho och La Méduse. La Méduse fungerade som passagerarfartyg och hade 400 personer ombord, varav 160 var besättningsmän. Bland passagerarna fanns den förordnade guvernören Julien-Désire Schmaltz och hans hustru.
Det franska marindepartementet begick misstaget att utse den oerfarne sjökaptenen Hugues Duroy de Chaumereys till flottans befälhavare. Han hade arbetat inom tullen i tjugo år och då motarbetat Napoleon I vilket gjorde honom illa omtyckt bland besättningen som hade stött Napoleon under dennes regeringstid.
Flottan lämnade Rochefort den 17 juni och inom kort hade La Méduse distanserat sig från resten av flottan. Den 17 juli gick fartyget på grund på Banc d'Arguin utanför Afrikas västkust. Först försökte besättningen få loss fartyget genom att kasta alla tunga föremål över bord men de Chaumereys stoppade ansträngningarna och beordrade att skeppet skulle överges. Eftersom det bara fanns sex livbåtar lät han tillverka en flotte av masterna och bommarna åt resten av besättningen. De 250 dignitärerna ombord intog livbåtarna och försökte bogsera flotten. Den visade sig emellertid vara alldeles för bräcklig för de 150 besättningsmedlemmarna (149 män och en kvinna). Sjutton av dem valde därför att stanna kvar ombord på La Méduse. Snart upptäckte dock besättningen ombord på livbåtarna att idén med bogseringen var dåligt genomtänkt och de Chaumereys beslöt därför att kapa tamparna och lämna flotten åt sitt öde, utan färskvatten och mat sex kilometer från land.

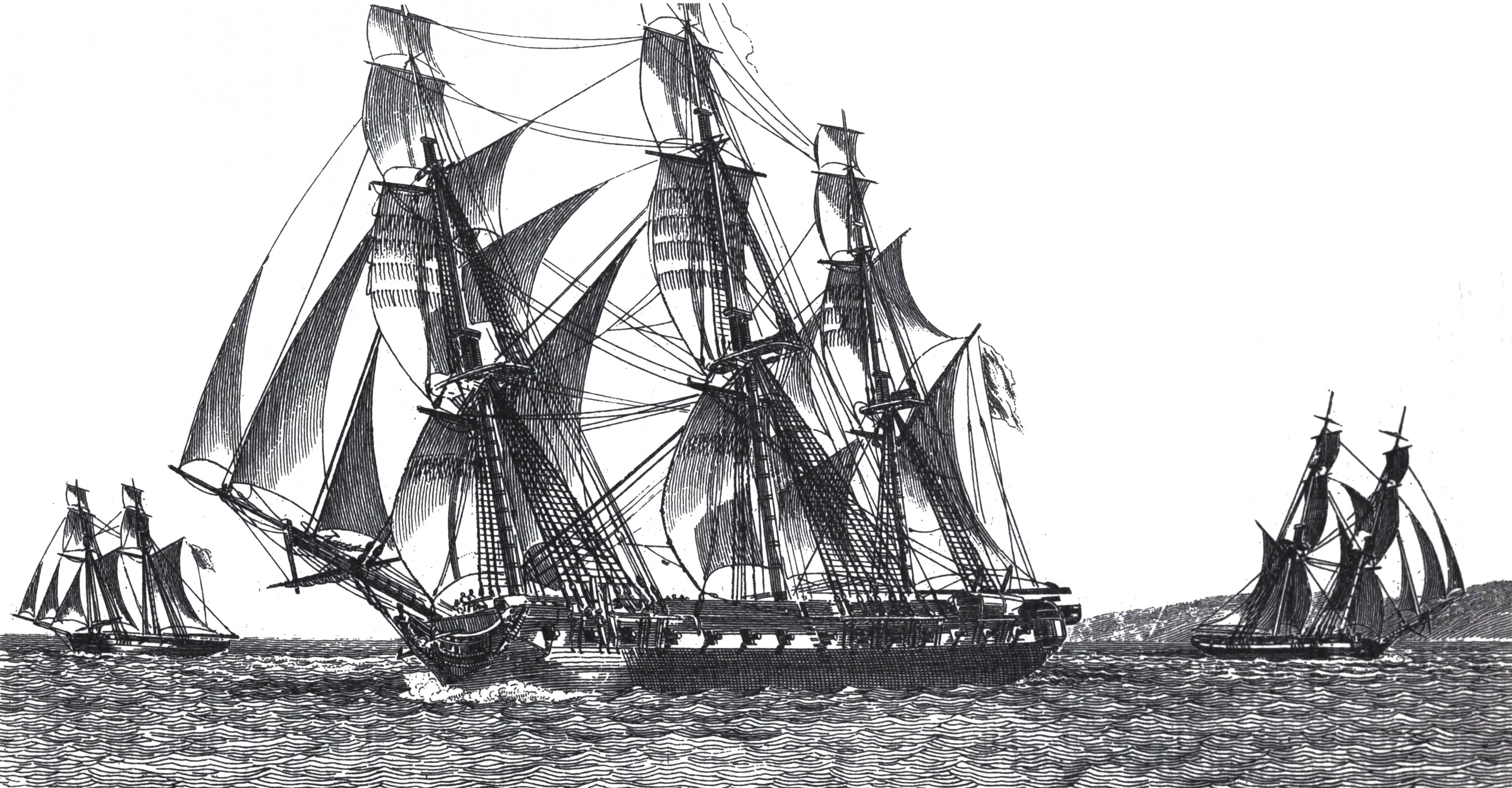
Teckning av en fullt riggad La Méduse.

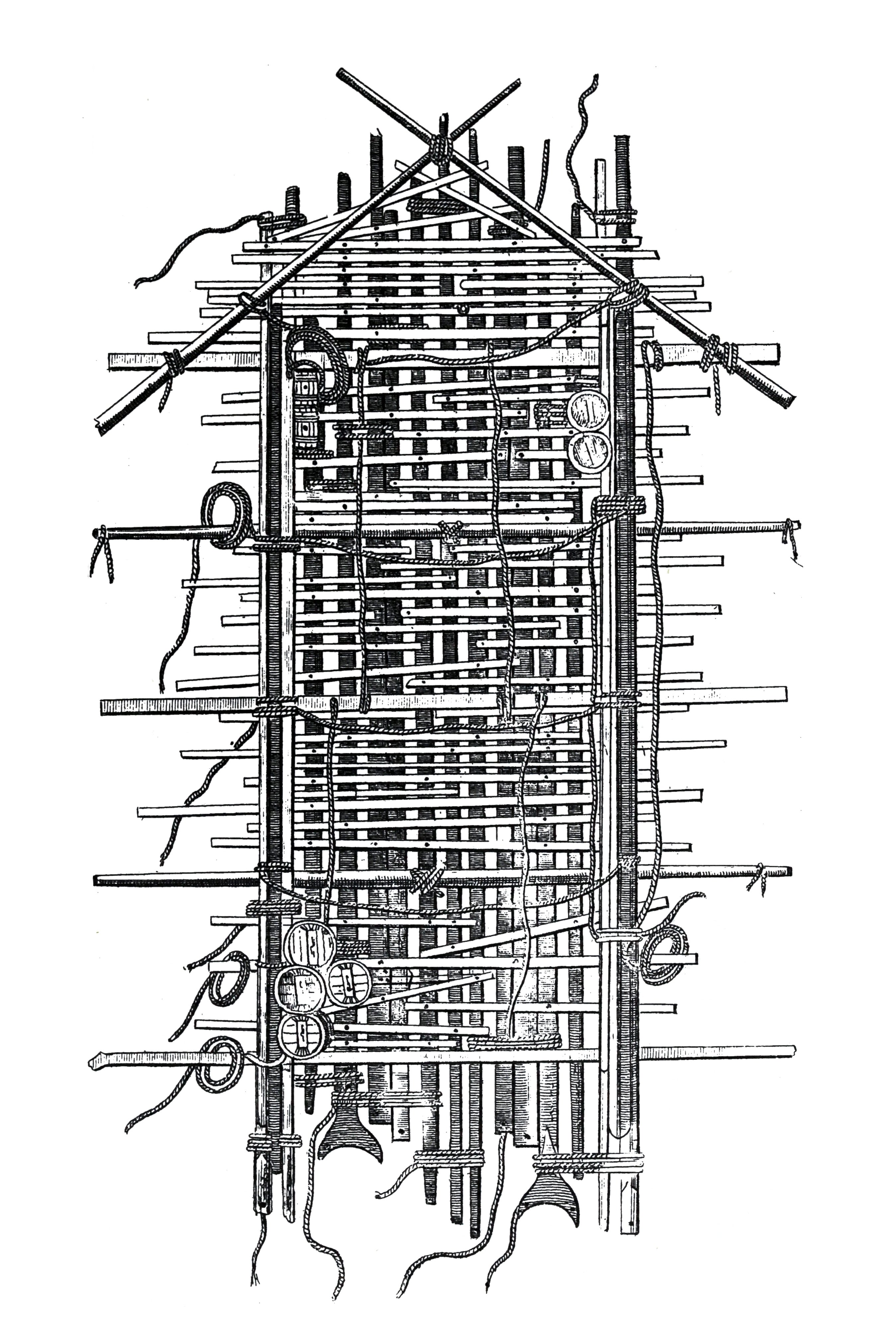
Skiss (från 1818) av flotten, sedd från ovan.

Ombord på flotten blev situationen snabbt krisartad. Vin och mjöl lämpades över bord av ren illvilja och slagsmål utbröt. Den första natten hade tjugo man – vita och afrikaner, soldater och officerare – dödats eller begått självmord. Matransonerna sinade snabbt och under den fjärde dagen utbröt kannibalism ombord. På den åttonde dagen började de starkaste kasta de sårade och svaga över bord.
Då systerfartyget Argus av en ren slump siktade flotten tretton dagar senare återstod bara femton överlevande. Dessa fördes till Saint-Louis där fem av dem avled inom några dagar, bland andra Jean Charles, den siste afrikanske besättningsmannen. Tre av de sjutton besättningsmän som beslutat att stanna ombord på Méduse återfanns i livet. Brittiska marinofficerare hjälpte sedan de överlevande att ta sig hem till Frankrike eftersom ingen hjälp därifrån tycktes förestående.
La Méduses överlevande läkare Henri Savigny inlämnade sin redogörelse till myndigheterna. Därifrån läckte nyheten ut till den antibourbonska tidningen Journal des debats som publicerade historien den 13 september 1816. Affären blev en inrikesskandal som tjänstemän försökte tysta ner. En militärdomstol i Rochefort fann Chaumereys skyldig. Savigny och La Méduses geograf Alexander Corréard lät publicera sina vittnesmål 1817 i boken Naufrage de la frégate la Méduse som publicerades i en femte utgåva 1821 och även översattes till engelska.

## Géricaults målning

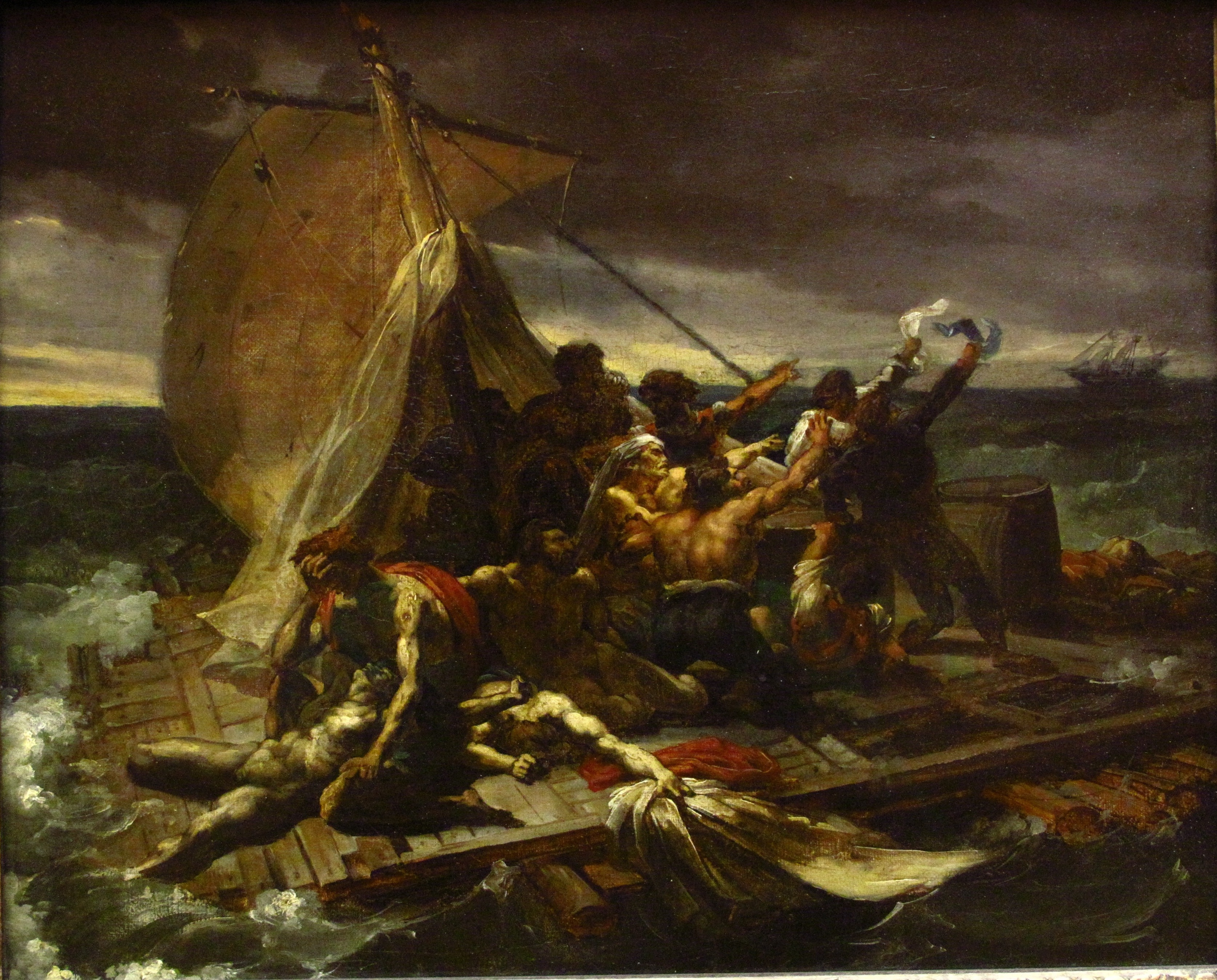
En av Géricaults förstudier till målningen.

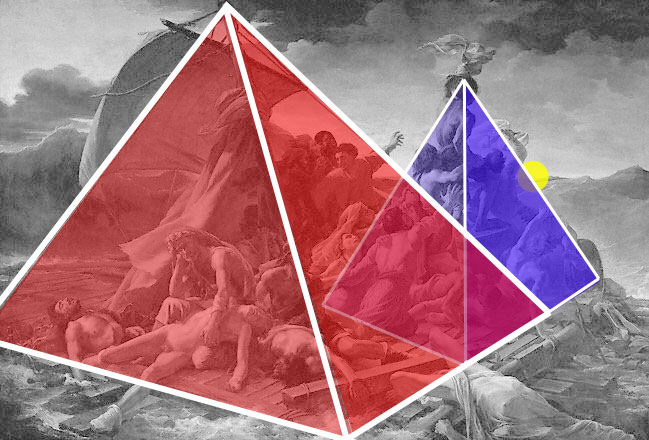
Diagram som visar målningens två pyramidala grundformer. Argus position indikeras av den gula pricken.

Den unge franske konstnären Théodore Géricault blev fascinerad av de överlevandes berättelser och bestämde sig för att utföra en målning baserad på deras historia. Han kontaktade författarna 1818 och började studera målningar av konstnärer som Michelangelo Gros, Rubens och Caravaggio med motiv som stridsscener, stormar och döden. 
Ur de överlevandes skildringar valde han ut flera potentiella scener som han sedan bearbetade parallellt. I sitt skissarbete överförde han stegvis olika motiv från den ena scenen till den andra. Till sist bestämde han sig för att i den färdiga målningen tona ned katastrofens värsta fasor genom att återge flotten i det ögonblick då Argus visade sig vid horisonten. Han hade då placerat flotten i förgrunden så att betraktaren skulle uppfatta sig som en av besättningsmännen snarare än en utomstående betraktare.  Inför den gigantiska målningen ligger en normallång människas ögonhöjd under horisonten i målningen, och de döda och förtvivlade människorna i förgrunden upplevs lätt som påträngande nära, fartyget på horisonten däremot som plågsamt litet och avlägset.
I den färdiga målningen är människorna på flotten uppdelade i fyra grupper: De döda eller döende i förgrunden, de som reser sig, de stående (och "starka") i bakgrunden bakom masten och till sist de tre männen intill tunnan som signalerar till Argus. Motiv från de övergivna scenerna återfinns i den färdiga målningen: Till exempel kommer fadern och sonen till vänster från den scen som hade kannibalismen ombord som tema. 
För att göra sin bild så realistisk som möjligt studerade han lik och döende på Hospital Beaujon och målade flera skisser, däribland De avhuggna huvudena som är utställd på Nationalmuseum. Han tog till och med hem likdelar till sin ateljé för att kunna studera deras gradvisa förruttnelse. Géricault använde sig även av sina vänner som modeller, till exempel poserade Eugène Delacroix som den gestalt i förgrunden som vänder ansiktet nedåt och sträcker ut båda armarna. Trots dessa omsorgsfulla studier har Géricault framställt människorna på flotten som unga atleter, helt i klassicismens tradition. 
Sedan väl gestalterna och kompositionen med den dominerande diagonalen funnit sin plats, började Géricault intensifiera dramatiken i målningen. Avståndet mellan flotten och Argus ökade för varje studie han företog sig, och samtidigt som gestalterna i bilden alltmer kom att bilda en sammanhållen helhet, tillkom det vindpinade havet och den dramatiska himlen som väger mellan natt och dag. 
Målningen gav han historiemåleriets episka dimensioner trots att det var en samtida händelse som avbildades. Den ställdes första gången ut på Parissalongen 1819 och blev en sensation. Den finns idag på Louvren.

## Flotten i film, musik och litteratur

### Film
- Medusas flotte (originaltitel: Le radeau de la Méduse) är en fransk film från 1998, regisserad av Iradj Azimi. I filmen medverkar bland andra Jean Yanne, Daniel Mesguich och Claude Jade.

### Musik
- Rockgruppen Great White använde målningen som skivomslag för sitt album Sail Away.

- Den irländska folkrock-gruppen The Pogues' andra album - Rum, Sodomy, and the Lash, använde likaså målningen som skivomslag, där bandmedlemmarnas ansikten ersatte de ursprungliga på flotten. På deras album Hell's Ditch tillägnas förlisningen en egen sång - "The Wake of the Medusa"

- Den tyske kompositören Hans Werner Henze skrev 1968 sitt oratorium Das Floß der Medusa till minne av Che Guevara. Premiären blev en skandal och föreställningen fick ställas in när röda och svarta fanor revs ner, polis tillkallades och arresterade flera personer däribland librettisten.

### Skönlitteratur
- I romanen Motståndets estetik av Peter Weiss inleds band 2 med en diskussion om hur man kan tolka det som gestaltas på Géricaults målning.

### Tecknade serier
- På den 31:a sidan i det tionde albumet i serien Asterix, Asterix drar i fält, parodieras målningen. I en scen där de otursamma piraterna förlist och räddar sig ombord på en flotte, återges tavlan i karikatyrform där den rödhårige kaptenen metaforiskt utbrister "Je suis médusé" ("Jag är mållös"). I den svenska översättningen står "Jag är Medusa", samtidigt som den engelska översättningen lyder "We've been framed, by Jericho!".

- På sidan 39 i det nittonde albumet i Tintins äventyr, Koks i lasten, ramlar Kapten Haddock för andra gången igenom den bräckliga flotten de färdas på. Då han sticker upp huvudet ur vattnet, med en manet på sig, säger Tintin (i den nya svenska översättningen) "Du vill visst till varje pris att det här ska vara Medusas flotte?" (Medusa är ett utvecklingsstadium hos maneter och andra nässeldjur.)

- I den franska tecknade serien Filémon (tecknad serie av Fred) dyker motsvarande flotte upp i albumet Filemon och den skeppsbrutne på "A" (1972, på svenska 1978). I Freds scen är flotten fylld av turister på väg till marknaden på T (en av "bokstavsöarna" i Atlanten).[2]